# Kunstmuseum Den Haag

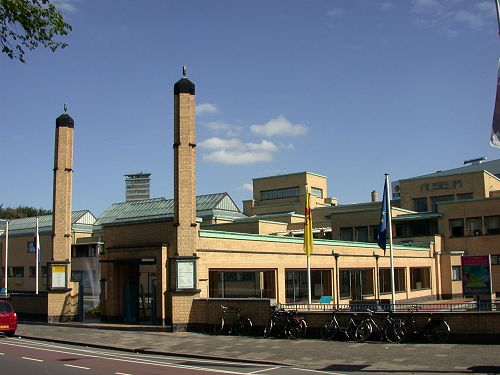
Het Kunstmuseum in Den Haag.

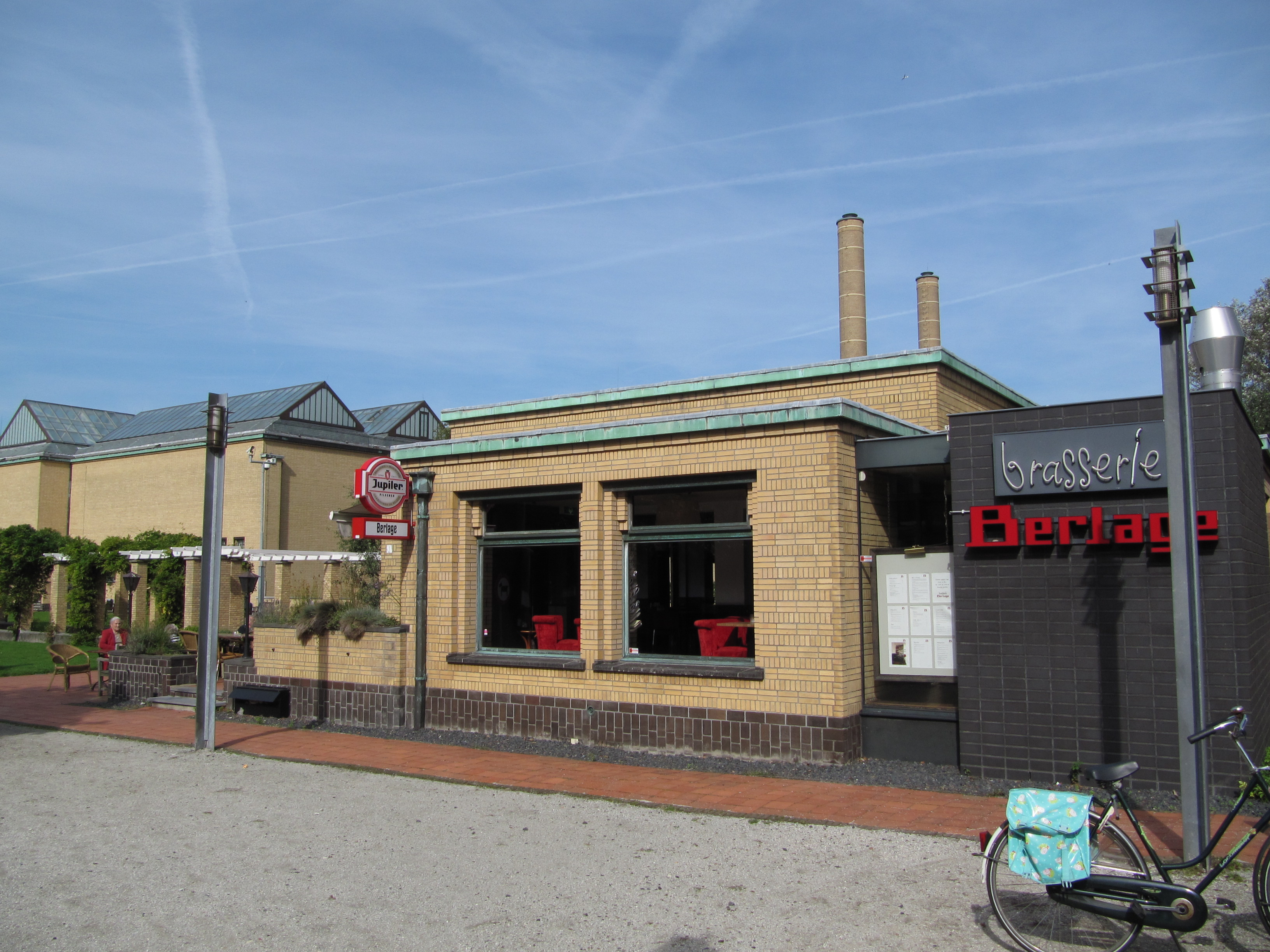
Berlage-paviljoen.

Het Kunstmuseum Den Haag is een museum voor moderne kunst en kunstnijverheid in Den Haag. Het werd in 1866 opgericht als Museum voor Moderne Kunst. Later werd tot 1998 de naam Haags Gemeentemuseum gebruikt, en vervolgens tot 2019 Gemeentemuseum Den Haag. Het huidige gebouw, een ontwerp van de Nederlandse architect H.P. Berlage in de stijl van het rationalisme, werd geopend in 1935.
De instelling is vooral bekend vanwege de verzameling werken van schilders van de Haagse School, Piet Mondriaan, Pablo Picasso, Theo van Doesburg, Claude Monet en Charley Toorop. Naast een collectie beeldende kunst, met schilderijen, beeldhouwwerken en affiches, bezit het museum een collectie kunstnijverheid, waarin onder meer porselein, mode, sieraden, stijlkamers en muziekinstrumenten.

## Geschiedenis

### Oprichting

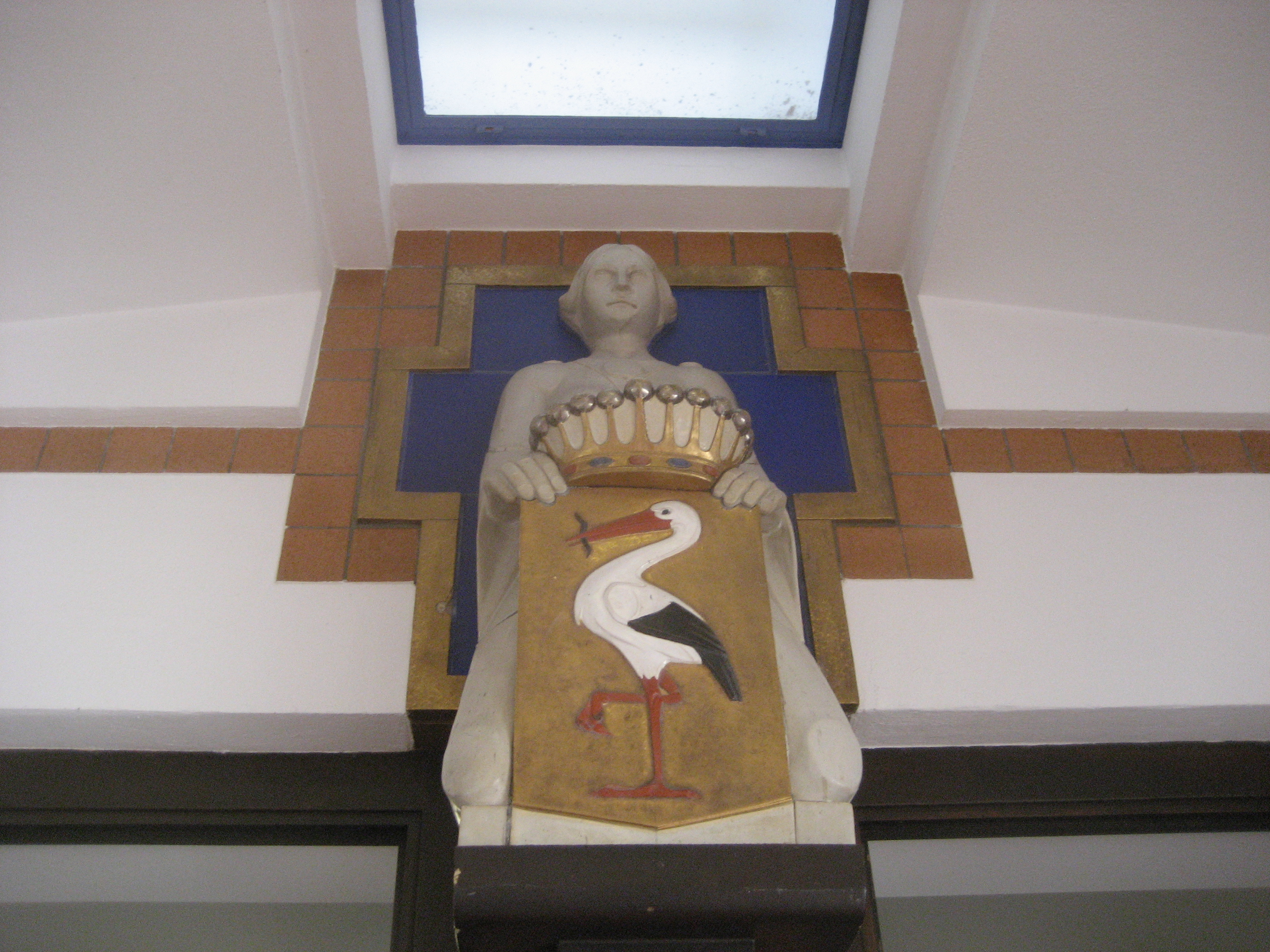
Sculptuur van Altorf boven de ingang

Het initiatief tot oprichting werd in 1866 genomen door de oprichting van de Vereeniging tot het oprigten van een Museum van Moderne Kunst. Onder de initiatiefnemers waren de Haagse politicus mr. Hugo Ferdinand baron van Zuylen van Nijevelt (1821-1872), de directeur van het Mauritshuis Jean Zacharie Mazel (1841-1874), kunstenaars David Bles, Louwrens Hanedoes, Carel Vosmaer, architect Henri Camp, oud-minister Agnites Vrolik, en jhr. Hendrik Steengracht van Oosterland (1808-1875), grootmeester van koning Willem III. Latere bestuurders van de vereniging waren onder anderen de kunstenaars Philip Sadée, Hendrik Willem Mesdag, Jacob Maris, Salomon Verveer en Johannes Stroebel. Ook onder de leden had de vereniging vele kunstenaars en notabelen, onder wie de prinsen Frederik en Alexander der Nederlanden. De vereniging begon met de aanschaf van schilderijen en was al snel op zoek naar expositieruimte. Onder meer de Sint-Sebastiaansdoelen en Panorama Mesdag werden tijdelijk als onderkomen gebruikt.

### Plannen huisvesting
In 1906 kwam gemeentearchivaris Hendrik Enno van Gelder met plannen voor een nieuwe huisvesting van de historische verzamelingen van de gemeente Den Haag. In 1912 werd hij als directeur van het Haags Gemeentemuseum aangesteld. Naast het al bestaande historische museum, pleitte hij voor een museum voor oude kunstnijverheid, een museum voor moderne kunstnijverheid, een museum voor moderne Nederlandse kunst én een museum voor moderne internationale kunst. Daarnaast wilde hij een aparte expositieruimte voor grote tentoonstellingen, een openbare leeszaal en een congresruimte.
Door het uitbreken van de Eerste Wereldoorlog in 1914 werden de plannen in de ijskast gezet, tot het gemeentebestuur in 1919 een braakliggend terrein aan de Stadhouderslaan ervoor vrijmaakte. Hendrik Petrus Berlage werd aangesteld als architect. Hij ontwierp in nauwe samenspraak met Van Gelder een uitgebreid cultureel centrum compleet met concert- en congreszalen.
Het voorstel werd door het gemeentebestuur afgekeurd en de voortgang van het project stokte opnieuw enkele jaren. Pas in 1927 kwam er - wederom van de hand van Berlage - een nieuw, meer bescheiden ontwerp. De bouw van het museum startte in 1931. Het museum werd officieel geopend op 29 mei 1935.

### Museumgebouw
Het museum is gesitueerd in het westen van de wijk Zorgvliet. Het werd geopend op 29 mei 1935 en is een ontwerp van Hendrik Petrus Berlage. In 1963 werd de Schamhartvleugel toegevoegd aan het museum. Tussen 1995 en 1998 werd het museum gerestaureerd. Onder de binnentuin werd een kelder aangebracht en tussen het museum en het oude ketelhuis werden werkplaatsen gerealiseerd. De Schamhartvleugel werd bij de restauratie losgekoppeld. In 2002 werden in dit tentoonstellingsgebouw het Fotomuseum Den Haag en KM21, museum voor hedendaagse kunst (eerder GEM genaamd), gevestigd. Beide instellingen zijn organisatorisch onderdeel van het Kunstmuseum Den Haag. Eind 2013, begin 2014 werd de binnentuin overdekt zodat een enorme multifunctionele ruimte aan het museum is toegevoegd.

### Naamswijziging
In oktober 2019 is de ingeburgerde naam Gemeentemuseum vervangen door het meer algemene Kunstmuseum Den Haag naar het voorbeeld van veel musea in Duitstalige landen. Onderzoek had volgens directeur Benno Tempel uitgewezen dat de naamsbekendheid van het museum niet groot was en internationaal onduidelijkheid gaf. Hij noemde de naam Gemeentemuseum, die voor zijn verre voorganger Van Gelder en bouwmeester Berlage betekenis had als uiting van gemeenschapszin, "stoffig en regionaal". De naamswijziging leverde veel reacties op, ook van politici.

## Collectie

### Berlage
Het museum heeft een uitgebreide collectie van H.P. Berlage, die ook het gebouw zelf ontwierp:
- een maquette van de Beurs van Berlage
- diverse meubelen - stoelen, een vloerkleed, een schrijfbureau, een werktafel, een vitrinekast, een tekeningenkast, een werkbureau met bureaustoel, een eetkamerameublement, een salontafel, een kledingkast, een bijzettafel, een crapaud, twee banken, een halbank, een toilettafel met kandelaar en de enig overgebleven kast uit de kastenwand van acht meter die op de Wereldtentoonstelling in Parijs in 1900 de gouden medaille won.[12]
- een vulkachel en een voorzethaard
- glasplastieken, vazen, karaffen, een ontbijtservies, een jaarbeker, en drinkbeker, asbakken, een bord, dekschalen, een groot bekerglas
- twee tekeningen en twee pasteltekeningen
- twee lichtkroonarmaturen
- twee klokken

### Moderne kunst

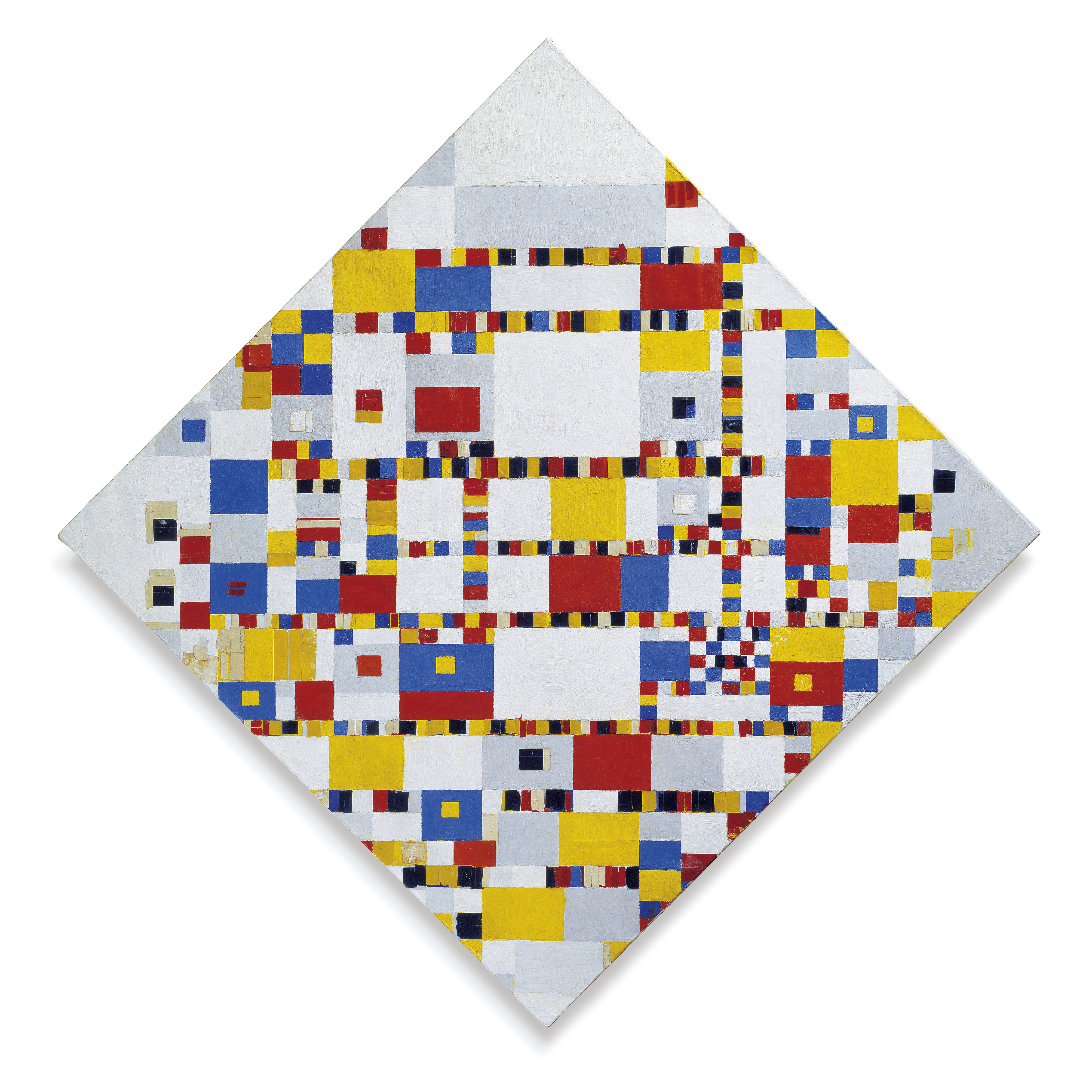
Victory Boogie Woogie van Piet Mondriaan.

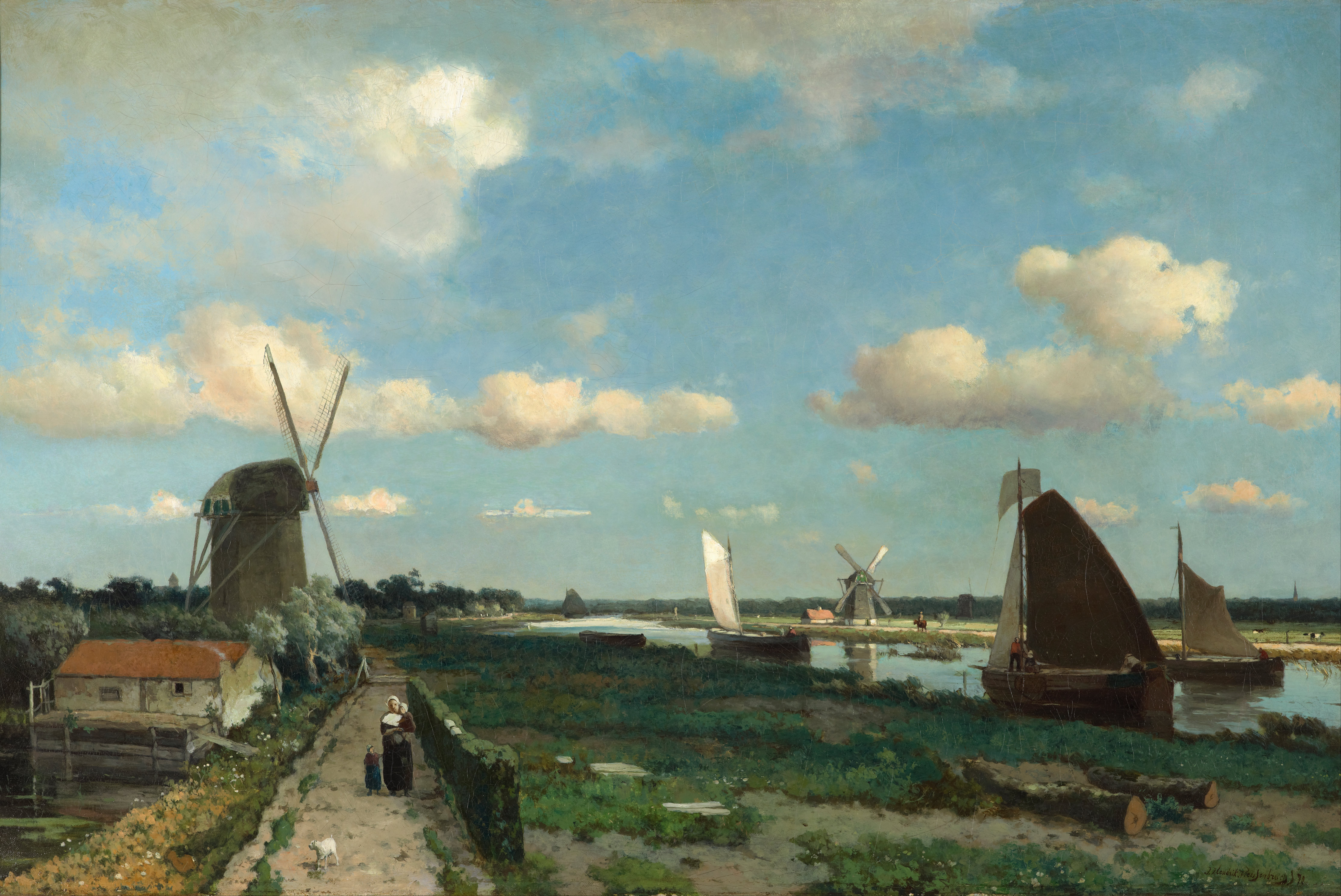
De Trekvliet van Jan Hendrik Weissenbruch.

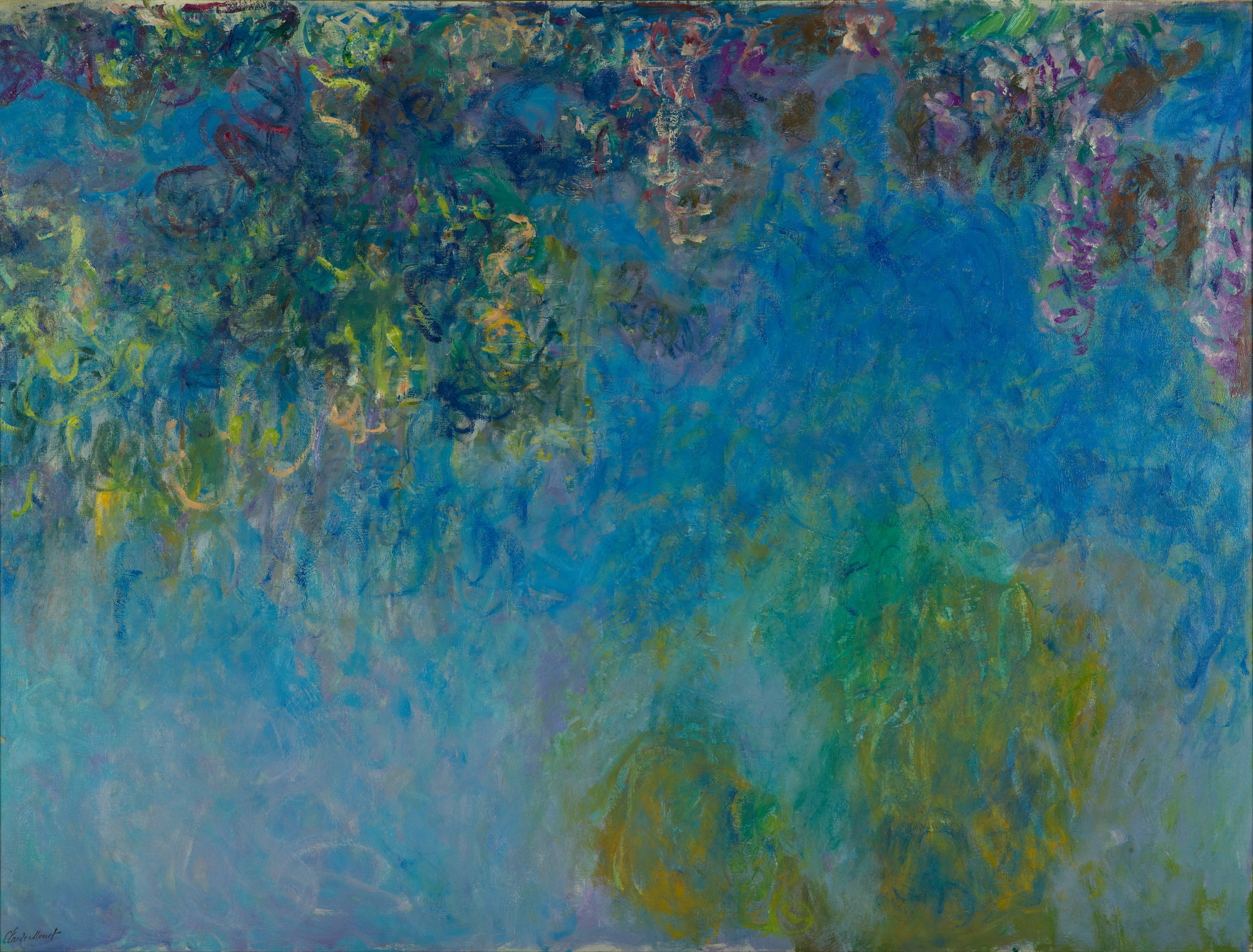
Blauweregen, 1917-1920, van Claude Monet

De collectie Moderne Kunst van het Kunstmuseum biedt een overzicht van de Nederlandse kunst sinds het begin van de 19e eeuw, aangevuld met karakteristieke voorbeelden van kunst die in dezelfde periode in andere landen ontstond. Verzamelkernen zijn: de Haagse School, het Symbolisme rond 1900, de kunstenaars rond De Stijl en het Bauhaus en het Expressionisme.
Het Kunstmuseum Den Haag bezit schilderijen van onder anderen Piet Mondriaan, Pablo Picasso, Theo van Doesburg, Bart van der Leck, Charley Toorop, Claude Monet en Francis Bacon. Tevens kocht het museum na de grote New Babylon overzichtstentoonstelling in 1974 een groot deel van de New Babylon werken van Constant Nieuwenhuijs.
Het museum heeft een volledige collectie prenten van de Nederlandse graficus M.C. Escher, w.o. de Metamorphose III van 7 meter en een uitgebreid persoonlijk archief. Delen worden sinds 2002 permanent tentoongesteld in een apart museum aan het Haagse Lange Voorhout bij: Escher in Het Paleis.
Het museum bezit de grootste verzameling schilderijen en tekeningen van Mondriaan ter wereld. Dit is vooral te danken aan de kunstverzamelaar Sal Slijper, die na zijn dood in 1971 een groot aantal werken van Mondriaan - voornamelijk uit zijn figuratieve periode - naliet aan het museum. Verder bezit het museum Mondriaans laatste schilderij Victory Boogie Woogie, een schenking uit 1998 van De Nederlandsche Bank.

### Fotografie
De collectie fotografie omvat ruim 6000 objecten. In de loop van de afgelopen decennia is de collectie opgebouwd, waarvan de belangrijkste fundamenten in de jaren ‘70 van de vorige eeuw zijn gelegd. De aard van de fotografiecollectie is veelzijdig, maar niet encyclopedisch. Bij de werving van nieuwe objecten voor de collectie wordt gekeken naar klassieke thema’s als portretten, stillevens en landschappen. De circa tweehonderd belangrijke topstukken die in 1979 zijn verworven betreffen onder andere de vintage foto’s van Piet Zwart, Paul Schuitema, Gerard Kiljan en László Moholy-Nagy; fotografen die exemplarisch zijn voor de modernistische nieuwe fotografie.
Sinds de opening van het Fotomuseum Den Haag (2002) is de fotografiecollectie van het Kunstmuseum gegroeid van tweeduizend naar meer dan zesduizend objecten. Deze uitbreiding is te danken aan de collecties van Zoetendaal en Gerard Fieret en de Haagse fotograaf Frans Zwartjes. Daarnaast aan royale schenkingen van fotografen als Dirk de Herder, Wally Elenbaas, Helena van der Kraan en Fons Brasser.

### Kunstnijverheid
De collectie kunstnijverheid bestaat uit objecten van keramiek, glas, zilver en meubels. Verzamelkernen zijn: Delfts aardewerk, keramiek uit het Verre, Midden en Nabije Oosten, Vroeg-Chinees en Islamitisch glas, moderne glaskunst, Haags zilver, V.O.C. zilver en interieurinrichting. Een deel van de collectie kunstnijverheid is afkomstig van het Museum van Kunstnijverheid, dat in Den Haag heeft bestaan van 1891 tot 1933.

#### Rozenburgporselein
Het museum ontving eind november 2010 twee zeldzame Rozenburg-vazen. Deze 75 cm hoge vazen zijn versierd met bontgekleurde, gestileerde bloemmotieven en met afbeeldingen van twee buitenhuizen. Zij zijn in 1897 in opdracht gemaakt als geschenk voor een 25-jarig huwelijk. De voormalige eigenaar van de vazen schonk ze aan het museum omdat dit al veel werken van Rozenburg in de collectie heeft.

De Haagse plateelbakkerij Rozenburg was rond 1900 een van de bekendste aardewerkbedrijven van Nederland. Architect T.A.C. Colenbrander was tussen 1884 en 1889 aan Rozenburg verbonden en maakte ontwerpen voor het plateel.

#### Stijlkamers
In het museum is een vijftal stijlkamers waar kunstnijverheid wordt tentoongesteld in de omgeving waarin deze vroeger werd gebruikt:
- Goudleerkamer (circa 1680)
- Gobelinzaal (circa 1710)
- Lodewijk XV-kamer (circa 1770)
- Japanse kamer (1720-1770)
- Lodewijk XVI-kamer (circa 1790)
- Dijsselhofkamer (1894-1897). Deze kamer werd ontworpen als een Gesamtkunstwerk in de stijl van de Nieuwe Kunst door Gerrit Willem Dijsselhof in opdracht van de huidarts dr. W. van Hoorn voor diens Amsterdamse woning. Het borduurwerk op de grote batikpanelen aan de wanden is van de hand van de naaldkunstenaar Willy Keuchenius. Het interieur werd in 1930 aan het museum geschonken[15]

### Mode
Het Kunstmuseum bezit een kostuumcollectie die een overzicht biedt van de geschiedenis van het Nederlandse modebeeld. De collectie omvat naast kostuums ook accessoires, sieraden en modetekeningen en -prenten. Delen van de collectie worden gedeeld via het online platform Modemuze.
De collectie is een voortzetting van het Nederlands Kostuummuseum dat tot 1985 gevestigd was in Den Haag aan de Lange Vijverberg. Het Nederlands Kostuummuseum begon in 1951 met als basis de particuliere collectie van de artiest Cruys Voorbergh. Van deze collectie gingen de streekkostuums naar het Nederlands Openluchtmuseum in Arnhem, en de modekostuums naar het Nederlands Kostuummuseum in Den Haag. In 1985 werd het Kostuummuseum wegens bezuinigingen gesloten en de collectie werd overgebracht naar het Kunstmuseum Den Haag.
In 2009 schafte het museum een ensemble uit de lente/zomercollectie 2009 van Christian Dior aan, ontworpen door John Galliano.

### Muziek
Een deel van de muziekcollectie is afkomstig uit het Muziekhistorisch Museum Scheurleer dat bestond van 1905 tot 1935 en werd aangeschaft na het faillissement van Scheurleer & Zoonen in 1932. De collectie omvat de geschiedenis van de traditionele Europese muziekinstrumenten, voornamelijk klavieren, blaas- en tokkelinstrumenten. Daarnaast zijn er instrumenten uit andere culturen en hedendaagse elektronische instrumenten. Voorts omvat de collectie prenten, affiches, tekeningen, penningen en foto's met betrekking tot de 'uitvoeringspraktijk'. De muziekcollectie bevindt zich in het depot.

### Wonderkamers
Sinds 2005 is er in de kelder van het museum een gedeelte ingericht speciaal voor jongeren, de zogenaamde "Wonderkamers". Voorheen werd de kelder gebruikt voor de modecollecties. De wonderkamers bieden een gedeelte uit de collectie (uitgekozen door een conservator in samenwerking met de doelgroep) en een groot aantal interactieve opstellingen.
Sinds november 2013 zijn de Wonderkamers na een 2,5 jaar durende verbouwing heropend. In dertien verschillende kamers, corresponderend met de deelcollecties van het museum, kunnen bezoekers interactieve spellen doen om de collectie te leren kennen. Bij Wonderkamers bevindt zich het Miniatuur Museum, een collectie van 2000 miniatuur kunstwerken van meer dan 850 verschillende kunstenaars.
In 2015 wonnen de Wonderkamers een Thea Award.

### ZomerExpo
Van 2011 tot en met 2015 organiseerde Stichting ArtWorlds in het museum jaarlijks de ZomerExpo. Het was een tentoonstelling met elk jaar een ander thema. Sinds 2016 trekt de ZomerExpo naar musea elders in Nederland. De ZomerExpo vindt sindsdien elk twee jaar plaats.

## Tentoonstellingen (selectie)
- Dertig Eeuwen Mexicaanse Kunst, 26 juni tot 31 augustus 1959
- Het onzichtbare zichtbaar gemaakt/ Het mysterie van de abstracten, 1987
- Picasso in Den Haag, 15 december 2007 t/m 30 maart 2008
- XXste eeuw, 8 maart t/m 13 september 2008[18]
- Mondriaan, 26 april t/m 26 oktober 2008
- Cezanne, Picasso, Mondriaan, in nieuw perspectief, 17 oktober 2009 t/m 24 januari 2010[19][20]
- Kandinsky en Der Blaue Reiter, 6 februari t/m 24 mei 2010
- Voici Paris!, 20 februari t/m 6 juni 2010
- Double Sexus. Louise Bourgeois en Hans Bellmer, 11 september 2010 t/m 16 januari 2011
- Een romantische kijk, 26 maart t/m 5 juni 2011
- Chanel: De Legende, 12 oktober 2013 t/m 2 februari 2014[21]
- Mark Rothko, 20 september 2014 t/m 1 maart 2015[22]
- Anton Corbijn, 21 maart t/m 21 juni 2015
- Karel Appel, 16 januari t/m 16 mei 2016
- Jan Toorop, 26 februari t/m 29 mei 2016
- Van Rodin tot Bourgeois, 15 oktober 2016 t/m 22 januari 2017[23]
- De ontdekking van Mondriaan, 3 juni t/m 24 september 2017
- Erwin Olaf, 16 februari t/m 12 mei 2019
- DIOR – A New Look, 21 september t/m 26 januari 2025

## Directeuren
| Directeur                                       | Aanstelling                           | bijzonderheden |
| ----------------------------------------------- | ------------------------------------- | --- |
| Abraham Jacobus Servaas van Rooijen (1839-1925) | 1 januari 1887 tot 1911               | |
| Hendrik Enno van Gelder (1876-1960)             | 4 mei 1912 tot 27 maart 1941          | tot 1918 als tijdelijk directeur |
| Gerhardus Knuttel Wzn (1889-1968)               | 1 april 1941 tot 1 maart 1948         | Tijdens de gijzeling van G. Knuttel (4 mei 1942 tot 7 mei 1945) door de Duitse bezetter is Dirk Balfoort (1886-1964) waarnemend directeur. Ook tijdens Knuttels ziekte vanaf 3 maart 1947 vervult Balfoort deze functie. |
| Victorine Hefting (1905-1993)                   | 1 maart 1948 tot 19 augustus 1950     | eerste vrouwelijke museumdirecteur in Nederland |
| Dirk Balfoort (1886-1964)                       | 19 augustus 1950 tot 1 juni 1951      | als waarnemend directeur |
| Louis Wijsenbeek (1912-1985)                    | 1 juni 1951 tot 1 juni 1977           | |
| Theo van Velzen (1924-1999)                     | 1 juni 1977 tot 1 juni 1986           | |
| Henk Overduin (1943-1988)                       | 1 juni 1986 tot november 1987         | als interim directeur |
| Rudi Fuchs (1942)                               | november 1987 tot 31 januari 1993     | |
| Hans Locher (1938)                              | 1 februari 1993 tot 31 augustus 2000  | van 1 februari 1993 tot 31 december 1993 als interim directeur |
| Wim van Krimpen (1941)                          | 1 september 2000 tot 31 december 2008 | |
| Benno Tempel (1972)                             | 1 januari 2009 tot 1 november 2023    | |
| Margriet Schavemaker (1971)                     | 1 juni 2024                           | |

## Verwijzingen
1. ↑  Kunstmuseum Den Haag. Gearchiveerd op 16 maart 2023.
2. ↑  Gemeenteverslagen 's-Gravenhage, 1866, pagina 61, Haags gemeentearchief
3. ↑  Algemeen Handelsblad: Opening van Haagsch Gemeente-Museum, pagina 1, 29-05-1935 (Delpher)
4. ↑  Jaarverslag 2023, kunstmuseum.nl, p. 5
5. ↑  Haags Gemeentearchief online: Handelingen van de gemeenteraad (1865), pagina 178, d.d. 8 augustus 1865
6. ↑  Over de vereniging Vrienden van het Gemeentemuseum, Kunstmuseum Den Haag (webpagina bezocht 2019-07-14). Gearchiveerd op 16 maart 2023.
7. ↑  Vereniging van Vrienden van het Gemeentemuseum Den Haag: (PDF) Geschiedenis sinds 1866. Gearchiveerd op 23 december 2021.
8. ↑  Gemeentemuseum Den Haag wordt Kunstmuseum Den Haag, website Gemeentemuseum, 18 december 2018.
9. ↑  Naamsverandering museum valt niet bij iedereen in de smaak: ‘Zonde!’, AD, 18 december 2018. Gearchiveerd op 14 april 2023.
10. ↑  Rutte hekelt nieuwe naam Kunstmuseum, directeur staat 'er nog volledig achter', Omroep West, 6 mei 2021.
11. ↑  Berlagecollectie
12. ↑  Kast Berlage Wereldtentoonstelling 1900. Gearchiveerd op 5 september 2023.
13. ↑  Van Sinderen, W. (ed.), Van der Krabben, M. (ed.), Fotoverhalen, Eindhoven: Lecturis, 2014 (Collectiecatalogus Fotomuseum Den Haag)
14. ↑  Stijlkamers Kunstmuseum Den Haag. Gearchiveerd op 25 augustus 2023.
15. ↑  Dijsselhofkamer. Monumentenzorg Den Haag. Geraadpleegd op 22 april 2020.
16. ↑  Gemeentemuseum doft zich op met Dior, Parool.nl 11-01-10
17. ↑  Deelcollectie muziekinstrumenten, Kunstmuseum. Gearchiveerd op 15 augustus 2022.
18. ↑  Foto’s XXste eeuw. Gearchiveerd op 27 juni 2023.
19. ↑  Cezanne, Picasso, Mondriaan, in nieuw perspectief. Gearchiveerd op 13 december 2017. Geraadpleegd op 18 juli 2019.
20. ↑  Cezanne, Picasso, Mondriaan, in nieuw perspectief foto's. Gearchiveerd op 23 december 2021.
21. ↑  Chanel: De Legende
22. ↑  Mark Rothko
23. ↑  Van Rodin tot Bourgeois, Vensters. Gearchiveerd op 27 juni 2023.
24. ↑  Van Gelder in Dictionary of Arthistorians
25. ↑  Knuttel in Dictionary of Arthistorians
26. ↑  Hefting in Dictionary of Arthistorians
27. ↑  Historici.nl: Johanna Victorine Christine Hefting
28. ↑  Balfoort op Huygens ING

- Biblioteca Nacional de España: XX147633
- Bibliothèque nationale de France: cb121609381 (data)
- CiNii: DA01802267
- Gemeinsame Normdatei: 2012983-X
- International Standard Name Identifier: 0000 0001 2298 7318
- Library of Congress Control Number: n79004217
- MusicBrainz: 08a97286-76d4-4abe-af34-6aafe23d926e
- Nationale Bibliotheek van Tsjechië: kn20050428020
- Nationale bibliotheek van Australië: 36221626
- Nationale Bibliotheek van Israël: 987010360462305171
- Système universitaire de documentation: 03013174X
- Trove: 1231958
- Union List of Artist Names: 500277610
- Virtual International Authority File: 154982521
- WorldCat: E39QH7JmrcVP3w6ptMJ7vRbCp6